# Bisdom Goma

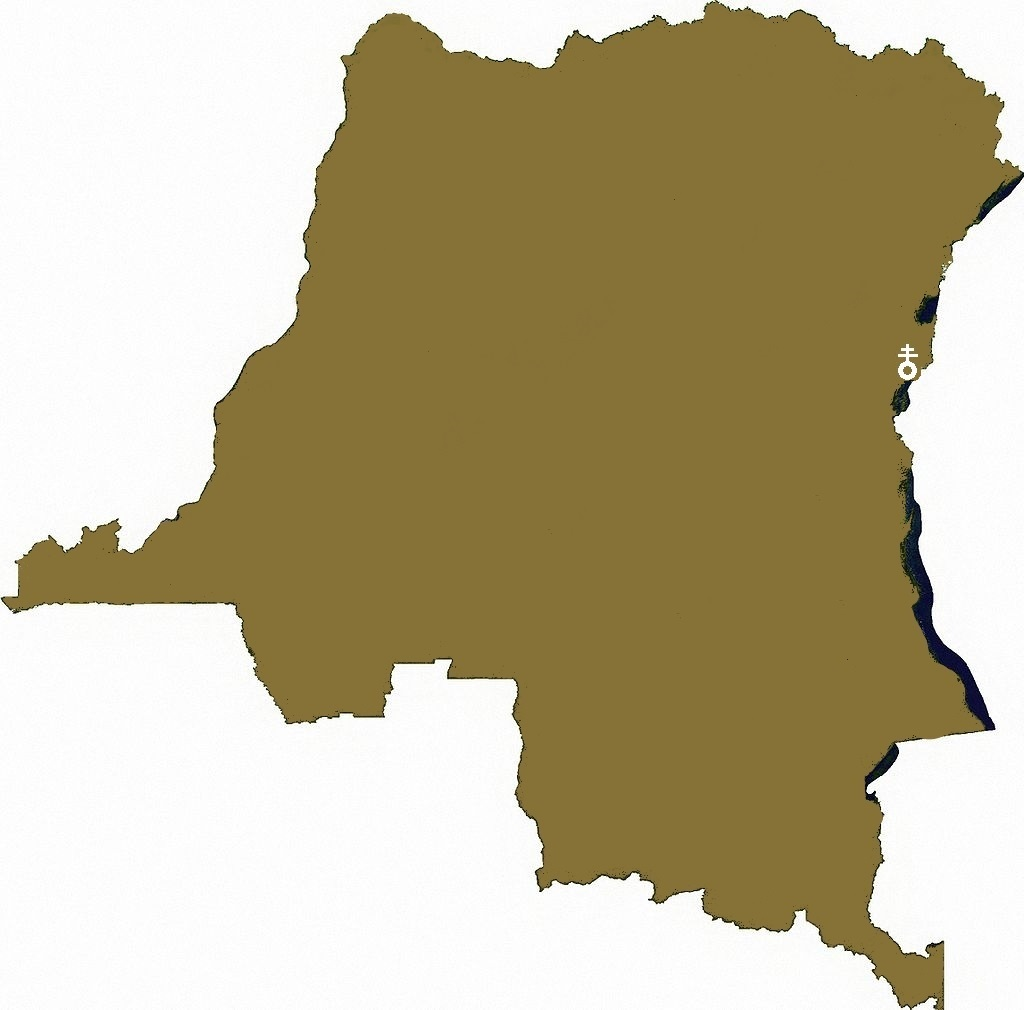
Goma

Het bisdom Goma (Latijn: Dioecesis Gomaensis) is een rooms-katholiek bisdom in Congo-Kinshasa met als zetel Goma (Noord-Kivu) (Kathedraal Sint-Jozef). Het is een suffragaan bisdom van het aartsbisdom Bukavu en werd opgericht in 1959. 
Vanuit het toenmalige apostolisch vicariaat Bukavu werd in juni 1959 het apostolisch vicariaat Goma opgericht. Op 10 november werd Goma al verheven tot bisdom en de eerste bisschop was Joseph Mikararanga Busimba. 
In 2016 telde het bisdom 28 parochies. Het bisdom heeft een oppervlakte van 25.000 km² en telde in 2016 1.443.000 inwoners waarvan 39,3% rooms-katholiek was. 

## Bisschoppen
- Joseph Mikararanga Busimba (1960-1974)
- Faustin Ngabu (1974-2010)
- Théophile Kaboy Ruboneka (2010-2019)
- Willy Ngumbi Ngengele, M. Afr. (2019- )